# アテトーゼ
アテトーゼ（athetosis）は自分の意志に反して運動を行う不随意運動の一つ。ゆっくりとねじるような運動を行うのが特徴的。脳性麻痺などが原因となる。線条体、視床下核、黒質、赤核などの障害で錐体外路系の障害によって生じる。成人では舞踏運動でも生じるが、それよりも非常にゆったりした動きで、休みなくその運動が続く特徴がある（虫が這うような運動）。